# Vrutok
Vrutok (mazedonisch Вруток; albanisch Vërtok/Vërtoku) ist ein Dorf in der Opština Gostivar im Westen Mazedoniens. Die Stadt Gostivar ist neun Kilometer entfernt. In Vrutok entspringt aus der Šar Planina (alb. Sharri) der Vardar, der längste Fluss Mazedoniens.

## Geographie
Vrutok ist eine kompakte Siedlung am Südosthang der Šar Planina, dem höchsten Gebirge Mazedoniens. Nach Südwesten und Nordosten öffnet sich eine knapp ein Kilometer breite und über sechs Kilometer lange Ebene, die im Nordosten bei Gostivar in die große Polog-Ebene übergeht. Während das Tal unterhalb von Vrutok zur Landwirtschaft benutzt wird, sind die Berghänge seitlich des Tales und der Ebene bewaldet.
Das Dorf Vrutok liegt auf einer Höhe zwischen 665 und 750 m. i. J. Im äußersten Süden des Dorfes befindet sich die Quelle des Vardars. Der Bach nimmt unterhalb des Dorfes einen anderen Fluss auf, der im Südwesten nahe Orkjuše entspringt. Anschließend durchgeht der Vardar das Tal und fließt nach Nordwesten weiter, wo er in die Polog-Ebene eintritt.
Nachbardörfer sind von Norden im Uhrzeigersinn drehend Pečkovo, Raven und Rečane.
Das Klima in Vrutok, wie auch im großen Teil Mazedoniens, ist kontinental geprägt. Das heißt, dass es im Sommer sehr warm und trocken und im Winter sehr kalt und niederschlagsreich werden kann. Der Herbst und der Frühling sind weniger ausgeprägt und sind kürzer als in Mitteleuropa. Nicht selten entstehen in den Wäldern rund um das Dorf Waldbrände, meist durch die extreme Sommerhitze hervorgerufen.

## Bevölkerung
Das Dorf Vrutok zählt 1127 Einwohner laut der letzten Volkszählung in Mazedonien im Jahr 2002. Neben Albanern gibt es Mazedonier, Türken, Torbeschen und Roma. Albaner, Türken, Torbeschen und ein Teil der Roma zählt sich zum Islam sunnitischer Ausprägung. Die Mazedonier und ein anderer Teil der Roma ist orthodox. Die Albaner sprechen einen gegischen Dialekt des Albanischen, während die Mazedonier den mazedonischen Ober-Polog-Dialekt sprechen.

## Geschichte
Bei der Vardarquelle steht die Kirche des Erzengels Michael mit einem angrenzenden Friedhof. Weiter nördlich am zentralen Dorfplatz, wo sich viele Straßen kreuzen, steht eine Moschee mit Minarett.

## Wirtschaft

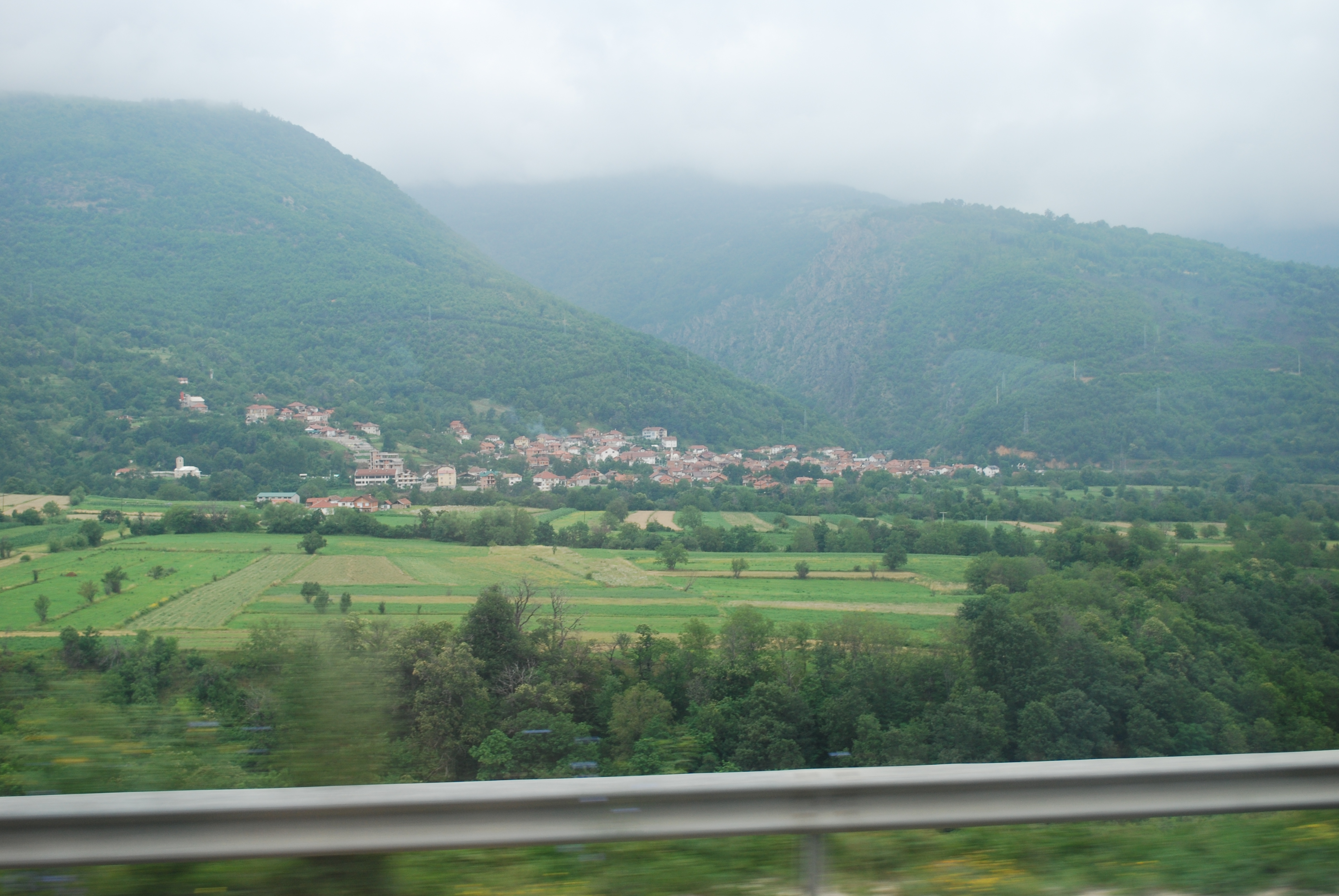
Vrutok von der anderen Talseite aus gesehen. Gut erkennbar ist die Kirche des Erzengels Michael links im Bild, wo auch der Vardar entspringt (2009).

Die Landwirtschaft und Viehzucht haben früher eine weitaus bedeutendere Rolle gespielt. Neben dem Anbau von verschiedenen Getreide- und Gemüsesorten, Früchten, Weinreben und Kastanien waren die Herstellung von Tabak und der Holzabbau in den näheren Wäldern die Hauptbeschäftigungen der Einwohner. Auch die Haltung von Rindern, Schafen, Geflügel und Schweinen – letztere nur bei den Mazedoniern – nahm eine wichtige Stellung im Wirtschaftsleben ein. Viele verkauften ihre überschüssige Ware auf den Märkten in den nahen Städten Gostivar, Tetovo, Kičevo oder Debar. Das Handwerk war auch sehr verbreitet. Vor allem die Verarbeitung von Holz, Schafwolle und Tierhaut spielten eine wichtige Rolle. Die Herstellung von Käse, vor allem Salzlakenkäse, und die Imkerei waren weitere Wirtschaftszweige.

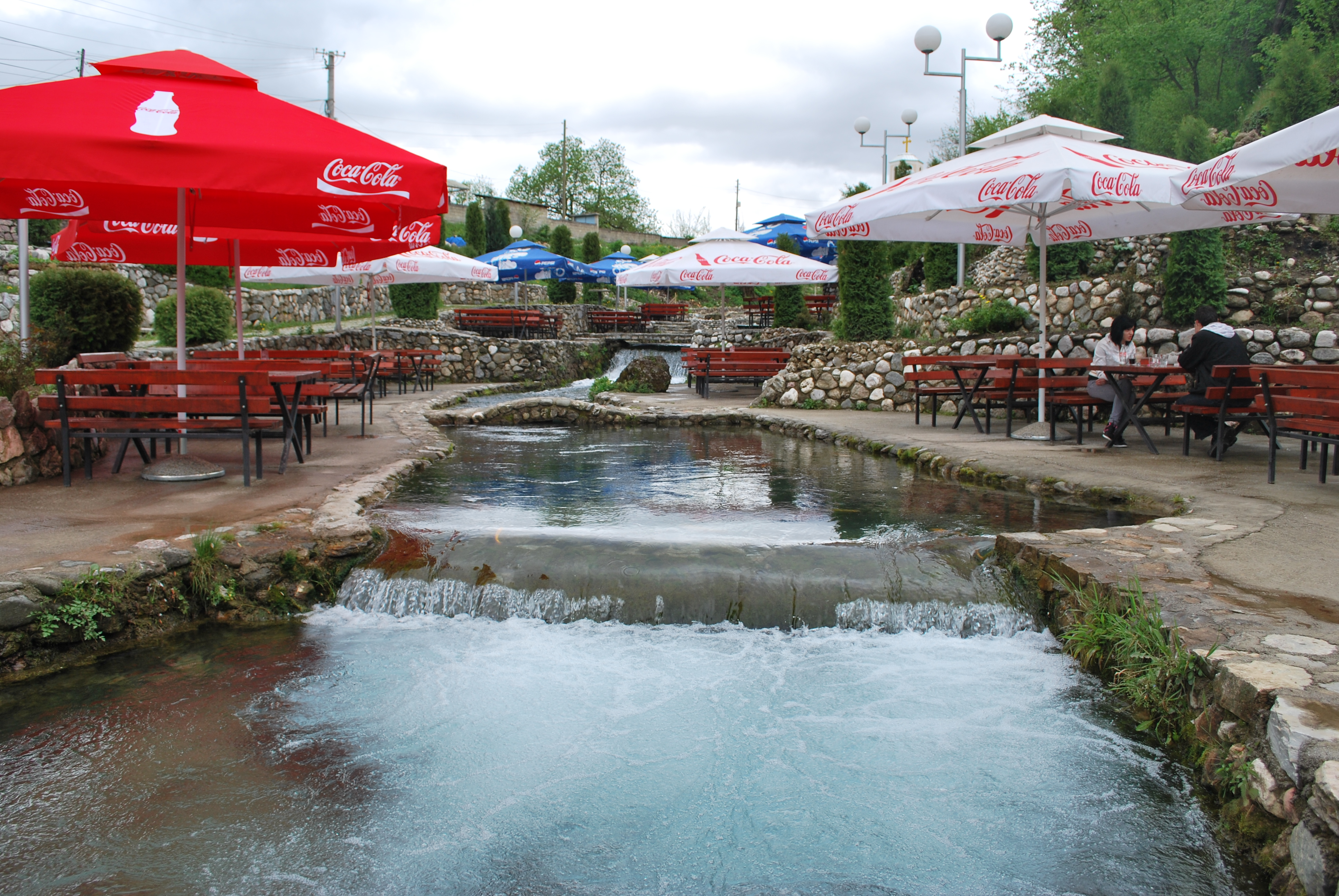
Das Fischrestaurant Burimi (alb. für Quelle) ist in Mazedonien für seine Spezialitäten bekannt.

Heute haben diese traditionellen Wirtschaftsformen viel an Bedeutung verloren. Mit der Umbildung der Wirtschaft Mazedoniens von einer realsozialistischen Zentralverwaltungswirtschaft zu einer wirtschaftsliberalen freien Marktwirtschaft während der 1990er-Jahre, also nach dem Zerfall Jugoslawiens, änderten sich schlagartig die Lebensformen in Vrutok, wie auch in ganz Mazedonien. Für viele bringt die Landwirtschaft und Viehzucht kaum mehr Ertrag ein. Deshalb haben die arbeitsfähigen Menschen Alternativen gesucht und sie beispielsweise im Gewerbe, in der Kleinindustrie, in der Gastronomie und im Handel gefunden. Doch ein großer Teil ist arbeitslos und häufig gilt die Auswanderung als eine weitere Lösung. Zielorte und -länder sind und waren die größeren Städte Mazedoniens und des ehemaligen Jugoslawiens wie auch Staaten in West-, Mittel- und Nordeuropa. Aber auch nach Nordamerika und Australien sind viele emigriert. Nach wie vor ist jedoch die Jugendarbeitslosigkeit ein großes Problem. Obwohl viele in den Universitäten in Tetovo, im benachbarten Kosovo oder in Albanien studieren gehen, sind sie danach meist perspektivlos.
Als ein weiterer Wirtschaftszweig zählt der Tourismus. Da der Vardar in Vrutok entspringt, haben Betreiber von gastronomischen Stätten, diesen Vorteil ausgenutzt. Bei der Quelle aber auch in anderen Teilen des Dorfes sind Restaurants und einzelne Hotels entstanden. Das Fischrestaurant bei der Quelle ist landesweit bekannt und beliebt wegen seiner frisch zubereiteten Fischspezialitäten.
Auf der anderen Talseite befinden sich an den Hängen mehrere Abbaugebiete von Kies, Sand und Gestein. Mit dem Wasser vom Mavrovosee im Südwesten wird in Vrutok, wie auch in den Nachbardörfern Vrben und Raven, ein Wasserkraftwerk mit einer Gesamtleistung von 245 Megawatt betrieben.

## Verkehr
Das Seitental von Vrutok ist eine wichtige Passage für den Verkehr zwischen der Hauptstadt Skopje und den Südwesten des Landes sowie Albanien. Die Nationalstraße M4 führt auf der anderen Talseite entlang des Berghanges und verbindet die Hauptstadt mit Ohrid im Südwesten Mazedoniens sowie die Grenze mit Albanien bei Qafë Thana (maz. Čafasan Чафасан). Ebenfalls führt die Eisenbahnlinie Skopje-Kičevo der Mazedonischen Eisenbahnen durch das Tal.